# El último vagón (banda)

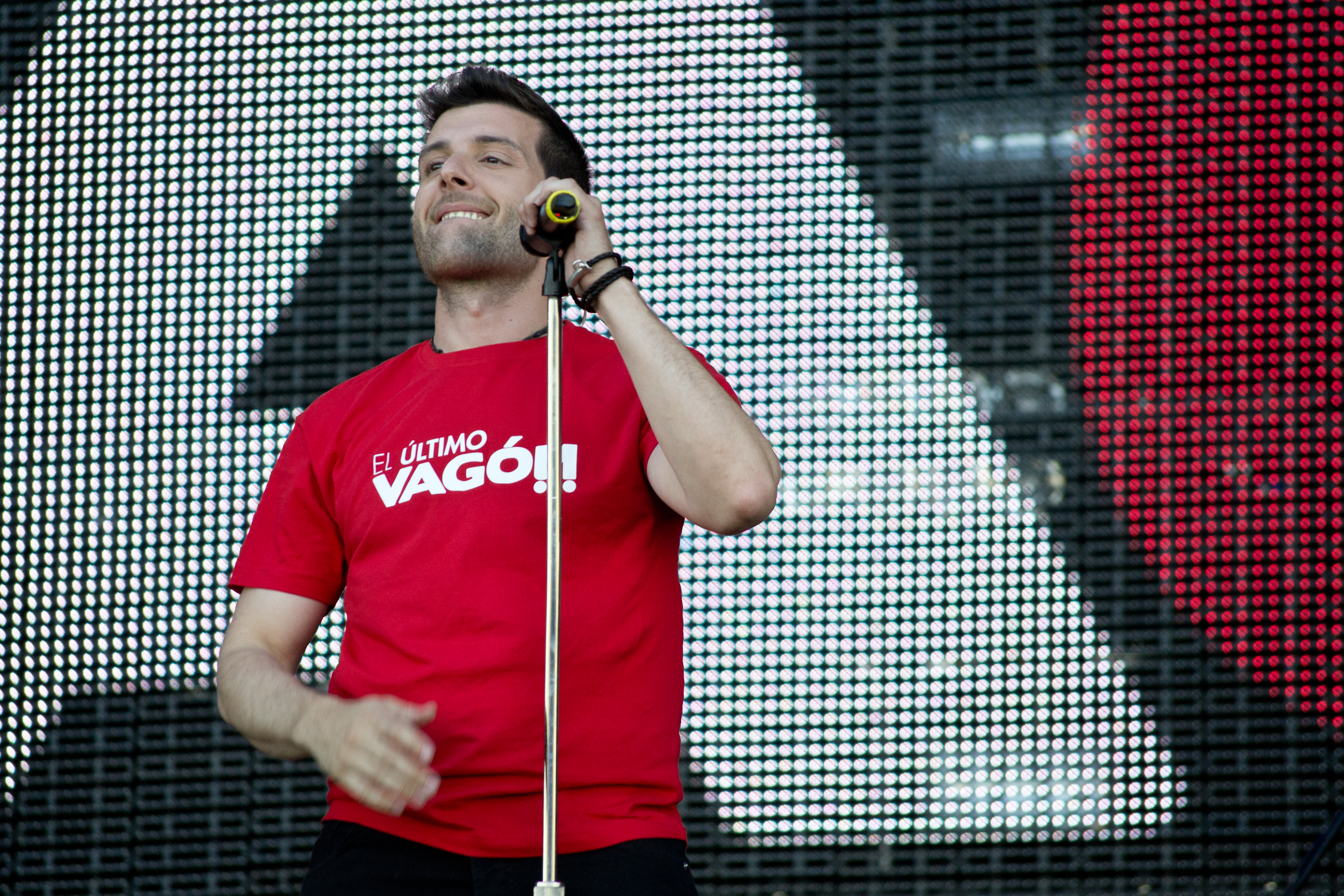
Enrico Bosco, vocalista de la banda.

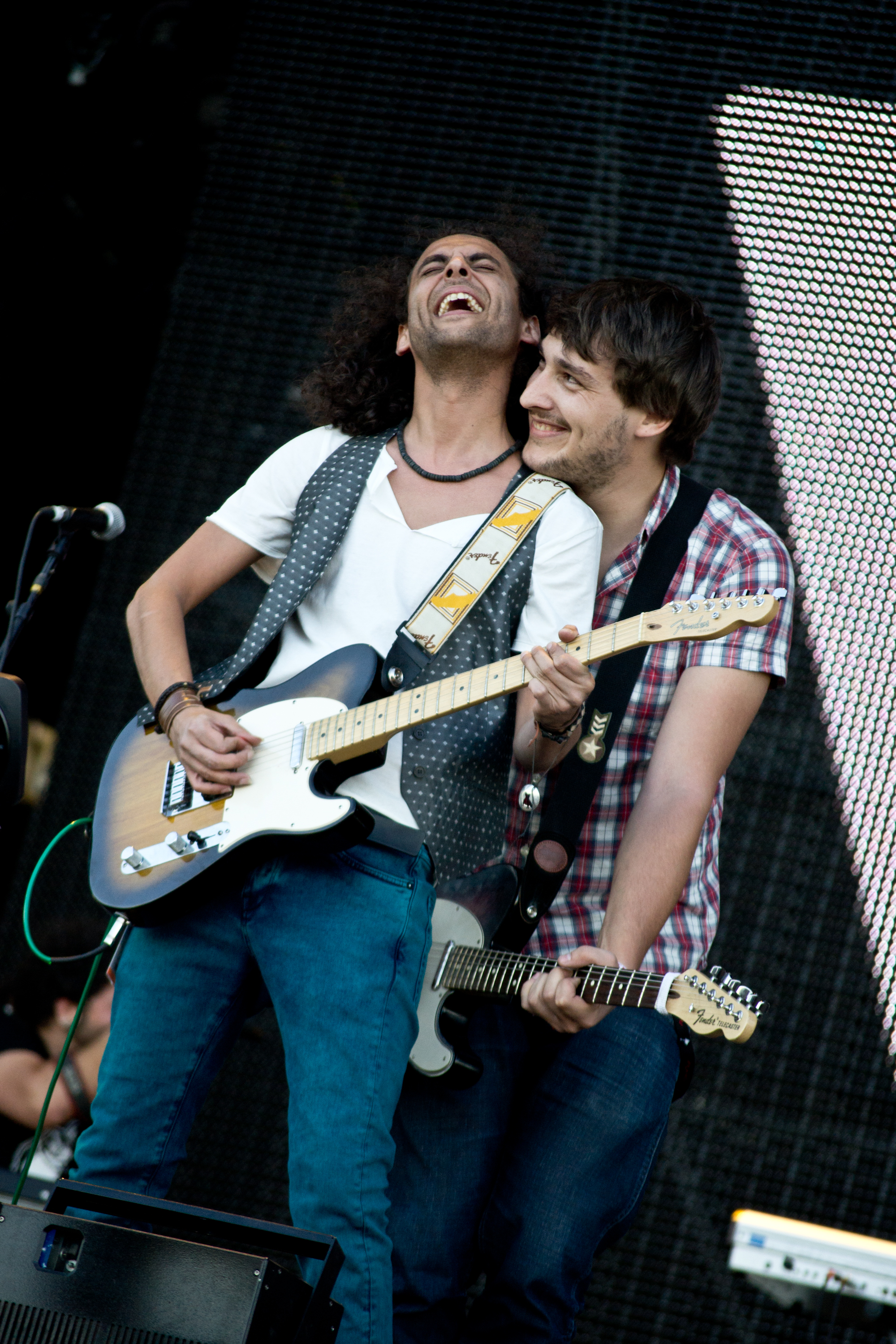
Chandru Chatlani y David Infantes, guitarristas.

El último vagón es un grupo español de pop rock, originario de la localidad de Majadahonda, en Madrid. Sus integrantes son Enrico Bosco (voz), David Infantes (guitarra rítmica), Chandru Chatlani (guitarra solista) y Alejandro Tuya (teclados).
Después de llevar un tiempo tocando por distintas salas de conciertos de Madrid y a pesar de las complicaciones para comenzar en el mundo discográfico, editaron su primera maqueta con el apoyo de los productores Goar Iñurrieta y Armando de Bohemia, y después de la repercusión de sus temas en las redes sociales, contaron con el productor Fernando Montesinos para sacar adelante su álbum debut, Otra opción. Su primer sencillo se tituló «Polos opuestos».
En julio de 2012, actuaron en Rock in Rio Madrid 2012, compartiendo cartel con Amaia Montero y Carl Cox, sustituto tras la cancelación del concierto de Rihanna.
El segundo sencillo, también del primer álbum, salió en agosto de 2012. Para finales de 2012 está planeada la salida de su segundo álbum.

## Discografía

### Otra opción
Su álbum debut contiene doce temas:
1. «Polos opuestos»
2. «Ahora qué más da»
3. «Guapa»
4. «Otro lunes»
5. «Volver a empezar»
6. «No valen nada»
7. «Para el reloj»
8. «Unidos»
9. «Puede ser»
10. «Otra opción»
11. «Juegos prohibidos»
12. «Lejos de ti»